# Erioptera urania
Erioptera urania är en tvåvingeart som beskrevs av Alexander 1944. Erioptera urania ingår i släktet Erioptera och familjen småharkrankar. Inga underarter finns listade i Catalogue of Life.